# Epimecis benepicta
Epimecis benepicta là một loài bướm đêm trong họ Geometridae.